# Filippo Farioli
Filippo Farioli (Bergamo, 4 aprile 2005) è un pilota motociclistico italiano.

## Carriera

### Gli inizi
Inizia ad interessarsi alle moto a cinque anni, influenzato da padre, zio e nonno, tutti e tre piloti motociclistici.
Dopo i primi passi nel Motocross, passa alle moto su asfalto. Nel 2020 partecipa all'European Talent Cup, mentre nel 2021 partecipa alla Red Bull Rookies Cup e al campionato JuniorGP. Partecipa agli stessi campionati anche nell'anno successivo.

### L'esperienza nel Motomondiale (2023-2024)
Per l'anno 2023, firma un contratto con la Tech 3 KTM. Non inizia bene la competizione, infatti nella prima metà di stagione ottiene solo due punti, al Gran Premio di Spagna. Tuttavia, nella seconda parte di stagione guadagna qualche punto, riuscendo a totalizzarne 19, con miglior piazzamento un ottavo posto al Gran Premio della Malesia. 
L'anno successivo passa al team SIC58 Squadra Corse, il suo compagno di box è Luca Lunetta. Dopo un ritiro ed un piazzamento fuori dai punti, raccogli il primo punto stagionale ad Austin chiudendo quindicesimo, seguito da un tredicesimo posto ad Jerez. In Catalogna, chiude per la prima volta in stagione nelle prime dieci posizione, tagliando il traguardo nono. Termina in tredicesima posizione anche in Germania, mentre nelle due tappe di Misano conquista una decima ed una dodicesima posizione. Nella tournée asiatica conquista punti in Giappone, Thailandia ed in Malesia, totalizzando nella Classifica Piloti 32 punti che gli valgono il diciannovesimo posto.

### Il campionato SSP (2025-)
L'11 novembre 2024 viene ufficializzato il suo passaggio al mondiale Supersport, con il team MV Agusta. Condivide il box con Bo Bendsneyder. Nelle prove libere per il Gran Premio di Phillip Island cade alla curva 9 fratturandosi la caviglia sinistra e non partecipando al resto del weekend.

## Risultati in gara

### Motomondiale
| 2023 | Classe | Moto |     |    |    |    |    |     |    |    |    |    |     |    |    |    |    |     |    |   |     |    | Punti | Pos. |
| ---- | ------ | ---- | --- | -- | -- | -- | -- | --- | -- | -- | -- | -- | --- | -- | -- | -- | -- | --- | -- | - | --- | -- | ----- | ---- |
| 2023 | Moto3  | KTM  | Rit | 20 | 18 | 14 | 18 | Rit | 21 | 21 | 19 | 21 | Rit | 21 | 11 | 16 | 20 | Rit | 19 | 8 | Rit | 12 | 19    | 24º  |

| 2024 | Classe | Moto  |     |    |    |    |     |   |    |    |    |    |    |     |    |    |     |    |     |    |    |    | Punti | Pos. |
| ---- | ------ | ----- | --- | -- | -- | -- | --- | - | -- | -- | -- | -- | -- | --- | -- | -- | --- | -- | --- | -- | -- | -- | ----- | ---- |
| 2024 | Moto3  | Honda | Rit | 16 | 15 | 13 | Rit | 9 | 19 | 22 | 13 | 16 | 26 | Rit | 10 | 12 | Rit | 13 | Rit | 14 | 13 | 20 | 32    | 19º  |

| Legenda | 1º posto        | 2º posto            | 3º posto            | A punti      | Senza punti        | Grassetto – Pole position Corsivo – Giro più veloce |
| Legenda | Gara non valida | Non qual./Non part. | Ritirato/Non class. | Squalificato | '-' Dato non disp. | Grassetto – Pole position Corsivo – Giro più veloce |

### Campionato mondiale Supersport
| 2025 | Moto      |     |     |    |    |    |    |   |   |    |    |    |     |    |    |   |     |  |  |  |  |  |  |  |  | Punti | Pos. |
| ---- | --------- | --- | --- | -- | -- | -- | -- | - | - | -- | -- | -- | --- | -- | -- | - | --- |  |  |  |  |  |  |  |  | ----- | ---- |
| 2025 | MV Agusta | Inf | Inf | 15 | 12 | 11 | 21 | 8 | 6 | NC | 13 | NC | Rit | NC | 13 | 4 | Rit |  |  |  |  |  |  |  |  | 47    |      |

| Legenda | 1º posto        | 2º posto            | 3º posto           | A punti      | Senza punti        | Grassetto – Pole position Corsivo – Giro più veloce |
| Legenda | Gara non valida | Non qual./Non part. | Ritirato/Non class | Squalificato | '-' Dato non disp. | Grassetto – Pole position Corsivo – Giro più veloce |